# ウェーヴェル伯爵
ウェーヴェル伯爵（英語: Earl Wavell）は、かつて存在したイギリスの伯爵位。アーチボルド・ウェーヴェル陸軍元帥が1947年に叙位されたことに始まるが、2代伯の死去により1953年に絶家となった。

## 歴史
アーチボルド・ウェーヴェル陸軍元帥は、第二次世界大戦中に北アフリカ戦線を指揮した陸軍軍人である。アジア戦線に転戦して失敗したものの、1943年に元帥に昇進した。同年7月22日、連合王国貴族の「キレナイカ及びサウサンプトン州ウィンチェスターのウェーヴェル子爵（Viscount Wavell, of Cyrenaica and of Winchester in the County of Southampton）」に叙されて貴族に列した。直後の10月、ウェーヴェルはインド総督に就任して1947年まで同職を務めた。総督退任後、1947年5月1日に「ウェーヴェル伯爵（Earl Wavell）」に進んだ。この際、「エリトリア及びサウサンプトン州ウィンチェスターのケレン子爵（Viscount Keren, of Eritrea and of Winchester in the County of Southampton）」の爵位も授けられている。これも連合王国貴族の爵位である。
その息子の2代伯アーチボルド(1916-1953)が1953年に子供を残さず死去したため、伯爵家は絶家となった。

## 一覧

### ウェーヴェル子爵 （1943年）
- 初代ウェーヴェル子爵アーチボルド・パーシヴァル・ウェーヴェル （1883年 - 1950年）
  - 1947年、ウェーヴェル伯爵に叙位

### ウェーヴェル伯爵 （1947年）
- 初代ウェーヴェル伯爵アーチボルド・パーシヴァル・ウェーヴェル （1883年 - 1950年）
- 第2代ウェーヴェル伯爵アーチボルド・ジョン・アーサー・ウェーヴェル（英語版） （1916年 - 1953年）
  - 1953年、断絶